# Mousquetaire (voilier)
Pour les articles homonymes, voir Mousquetaire (homonymie).
Le Mousquetaire classique est une classe de dériveur lesté en contreplaqué à bouchains vifs de 6,48 m de long, construite entre 1963 et 1974.

## Historique et description
Ce voilier gréé en sloop, construit en série à partir de 1963 pour le Centre Nautique des Glénans sur des plans de Jean-Jacques Herbulot, est équipé de cinq couchettes et d’un coin cuisine avec réchaud; il s'inscrit dans la continuité du Corsaire du même architecte. Une série est construite par les chantiers des Constructions mécaniques de Normandie à Cherbourg.
À partir de 1972 et jusqu'en 1981, une nouvelle série voit le jour, nommée Mousquetaire Club. Celui-ci n'a pas de rouf et offre un volume habitable plus important que son aînée. À l'intérieur, le bateau est équipé d'une cuisine sur bâbord et d'une table à carte sur tribord avec une bulle au-dessus, orientée vers l'arrière. L'un des derniers de la série a, lui, la table à carte sur bâbord dans le sens de la marche, donc la bulle sur bâbord. 
Les carènes des deux types de Mousquetaire sont peu différentes. 

## Caractéristiques techniques
|                            | Grand Voile | Génois   | Foc n°1 | Tourmentin | Spi    |
| Surface                    | 11,80 m²    | 10,25 m² | 7,50 m² | 2,37 m²    | 27 m²  |
| Longueur chute             | 7,26 m      | 7,55 m   | 5,87 m  | 2,87 m     | 7,2 m  |
| Longueur guindant          | 6,75 m      | 6,60 m   | 6,68 m  | 3,60 m     | 7,2 m  |
| Longueur bordure           | 2,98 m      | 3,22 m   | 2,55 m  | 1,70 m     | 4,26 m |
| Longueur allonge d'amure   |             |          |         | 0,60 m     |        |
| Longueur allonge de drisse |             |          |         | 2,48 m     |        |

La longueur de l'étai peut varier si la pièce en aluminium de réglage avant a disparu et que c'est l'étai d'origine[pas clair].